# 飾紋布瓊麗魚
飾紋布瓊麗魚，為輻鰭魚綱鱸形目隆頭魚亞目慈鯛科的其中一種，分布於南美洲巴拉那河流域，體長可達9公分，棲息在河川淺水域，生活習性不明，可作為觀賞魚。

## 擴展閱讀
維基物種上的相關：飾紋布瓊麗魚